# Buchanan Lake Village
Buchanan Lake Village est une census-designated place située dans le comté de Llano, dans l’État du Texas, aux États-Unis. Sa population s’élevait à 692 habitants lors du recensement de 2010.